# Nombre d'Eötvös
Le nombre d'Eötvös {\displaystyle (Eo)} est un nombre sans dimension utilisé en dynamique des fluides. Avec le nombre de Morton, il est utilisé pour caractériser la forme des bulles ou gouttes se déplaçant dans un fluide. Il correspond au rapport de la poussée d'Archimède et de la tension superficielle. Ce nombre est aussi le rapport entre le carré d'une longueur caractéristique et le carré de la longueur capillaire.
Ce nombre porte le nom de Lorand Eötvös, physicien hongrois (ce nom se prononce Ertversh, en hongrois) . Il est très similaire au nombre de Bond.
On le définit de la manière suivante :
{\displaystyle Eo={\frac {\Delta \rho \,g\,{L_{c}}^{2}}{\sigma }}}
avec :
- {\displaystyle \Delta \rho } - Différence de densité entre, par ex., la bulle et le liquide ou la goutte et le gaz
- {\displaystyle g} - Accélération gravitationnelle
- {\displaystyle L_{c}} - Longueur caractéristique, par ex. le diamètre de la bulle ou de la goutte
- {\displaystyle \sigma } - Tension superficielle du liquide accueillant les bulles, par exemple.